# Dosso dei Galli
Il Dosso dei Galli (2.188 m s.l.m.) è una montagna della Prealpi Bresciane che si trova tra i comuni di Bagolino e Collio in provincia di Brescia.
Fa parte della zona montuosa detta Maniva.
Il nome deriva dal fatto che i galli cedroni ponevano i loro nidi proprio sul dosso (prima della costruzione della stazione radio).

## Base NATO
Il Dosso dei Galli è famoso in quanto sede della base NATO con denominazione IDGZ operante dal 1969 al 1995 come parte del sistema di comunicazioni radio denominato ACE High: usando la trasmissione tramite troposcatter e microonde, un sistema di ponti radio si estendeva dalla Norvegia alla Turchia e forniva linee telefoniche criptate ai vertici NATO, oltre che linee telegrafiche e dati. 
La cima e la zona circostante è chiamata, localmente, anche i radar (in riferimento alla ex stazione radio NATO). Nei mesi (e anni) successivi alla chiusura la stazione militare fu depredata da vandali che asportarono documenti e apparecchiature misteriosamente e improvvisamente lasciate dai militari NATO nella primavera '95. Inoltre, le antenne (quando erano in funzione) hanno avuto un primato: erano le uniche antenne a grandissimo raggio con struttura a mosaico al mondo. Attualmente tutto il dosso è di proprietà di una società che intende ristrutturare l'ex base con diverse finalità.

## Dintorni
Al Dosso dei Galli (o, meglio, alla Sella Auccia) la provinciale prosegue verso il Passo Crocedomini: da qui si potrà proseguire o verso la Val Camonica (attraverso la sp bs 345 delle Tre Valli arrivando a Bienno o a Breno) oppure verso la Val Sabbia raggiungendo Bagolino attraverso la Val Dorizzo (mediante la sp bs 669 del Passo di Crocedomini che collega Anfo a Bagolino e, quindi, sale al Crocedomini innestandosi sulla provinciale delle Tre Valli).